# Emilio Rabasa

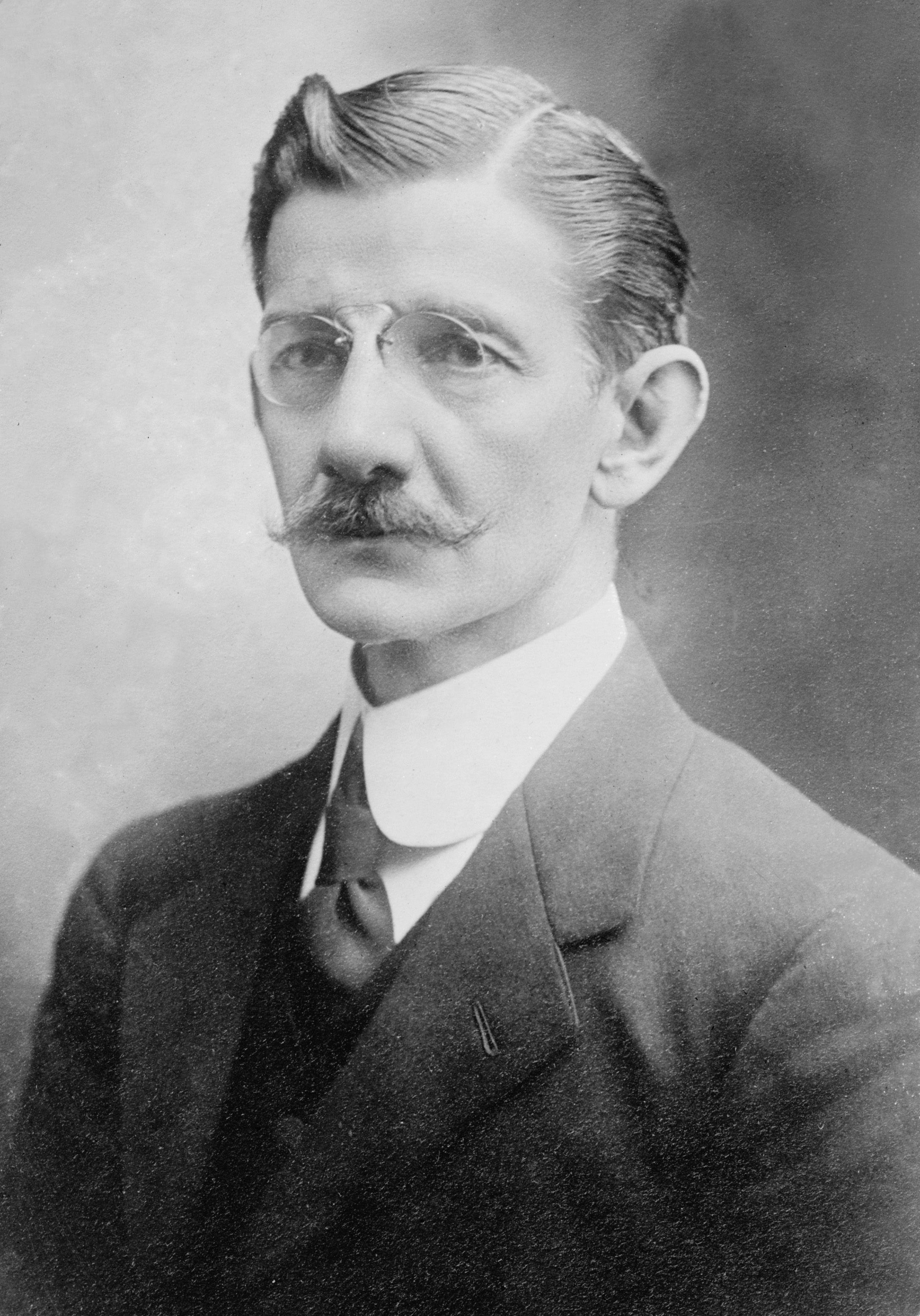
Emilio Rabasa

José Emilio Rabasa Estebanell (Ocozocoautla, 22 mei 1856 - Mexico-Stad, 25 april 1930) was een Mexicaans jurist, schrijver en politicus.
Rabasa was afkomstig uit een welgestelde Catalaanse familie uit Chiapas en studeerde rechtsgeleerdheid in Oaxaca. Hij bekleedde een aantal politieke en juridische functies in Oaxaca alvorens te beginnen aan zijn schrijverscarrière onder het pseudoniem Sancho Polo. Rabasa introduceerde het realisme in Mexico, en werd vooral bekend om zijn vierdelige serie bestaande uit La bola, La gran ciencia, El cuarto poder en Moneda falsa.
In 1891 werd hij gekozen tot gouverneur van Chiapas. In die periode zette hij zich vooral in om de economie van de deelstaat te verbeteren, onder andere door de immigratie van Duitsers te bevestigen die op de finca's in het zuiden van de staat zich toelegden op het verbouwen van koffie. Rabasa's maatregelen leidden tot een snelle economische ontwikkeling, maar leidden er ook toe dat veel Maya's werden gedwongen onder erbarmelijke toestanden te werken op landerijen van grootgrondbezitters.
Rabasa's termijn als gouverneur liep tot 1894, waarna hij tot senator werd gekozen. Ook werd hij in Mexico-Stad rechter en hoogleraar internationaal recht aan de Nationale Jurispudentieschool. Rabasa behoorde tot de zogenaamde científico's, de club van positivistisch geschoolde technocraten rond president-dictator Porfirio Díaz. Rabasa schreef verschillende boeken waarin hij zijn politieke en juridische ideeën uiteenzette en Díaz verdedigde, waaronder El Artículo 14 y el Juicio Constitucional, La Constitución y la Dictadura en La Evolución Histórica en México. Rabasa betoogde dat het niet mogelijk was de Mexicaanse grondwet van 1857 op de letter na te leven, omdat de auteurs van de grondwet zich hadden laten leiden door 'jakobijnse' theorieën en onmogelijke utopieën. Dit zorgde ervoor dat Díaz was gedwongen te kiezen tussen het regeren zonder de grondwet te respecteren of regeringsloosheid, waarbij de eerste optie volgens Rabasa de verstandigste was gebleken.
Rabasa gaf zijn posities op na de omverwerping van Díaz door Francisco I. Madero in 1911, maar accepteerde in 1913 een functie onder Victoriano Huerta, die Madero omvergeworpen en gedood had. Onder Huerta diende hij bij de ABC-conferentie in Niagara Falls, georganiseerd naar aanleiding van de Amerikaanse bezetting van Veracruz teneinde een oorlog tussen Mexico en de Verenigde Staten te voorkomen. Na de val van Huerta keerde hij terug naar Mexico, en werd afgevaardigde bij de grondwetgevende vergadering van 1916-1917.
In 1929 werd hij benoemd tot rector van de Vrije Rechtsschool. Hij overleed een jaar later. Rabasa's zoon Emilio O. Rabasa was eveneens jurist en politicus.
- Biblioteca Nacional de España: XX879541
- Bibliothèque nationale de France: cb12146080c (data)
- Gemeinsame Normdatei: 130055107
- International Standard Name Identifier: 0000 0003 6863 9946
- Library of Congress Control Number: n50052406
- Nationale Bibliotheek van Israël: 987007381581505171
- Nationale Bibliotheek van Polen: a0000003183681
- Nederlandse Thesaurus van Auteursnamen: 070807701
- SNAC: w63z0fs3
- Système universitaire de documentation: 029942357
- Trove: 1090907
- Virtual International Authority File: 34493943
- WorldCat: E39PBJmtyXhjcVDFMp6gQqcpT3